# Saint-André-d’Hébertot
Saint-André-d’Hébertot település Franciaországban, Calvados megyében. Lakosainak száma 450 fő (2022. január 1.). Saint-André-d’Hébertot Les Authieux-sur-Calonne, Bonneville-la-Louvet, Saint-Benoît-d’Hébertot, Saint-Julien-sur-Calonne, Surville, Vieux-Bourg, Beuzeville és La Lande-Saint-Léger községekkel határos.

## Népesség
A település népessége az elmúlt években az alábbi módon változott:
| Lakosok száma | 301  | 244  | 292  | 450  | 460  | 447  | 444  | 452  | 451  | 450  |
|               | 1968 | 1982 | 1990 | 2006 | 2013 | 2015 | 2017 | 2019 | 2020 | 2022 |